# Celebration (Schiff)
Die Celebration war ein Kreuzfahrtschiff, welches von 1987 bis 2008 von Carnival Cruise Line betrieben wurde. Ab 2008 fuhr es als Grand Celebration für Ibero Cruceros und Bahamas Paradise Cruise Line. Im Zuge der COVID-19-Pandemie wurde das Schiff 2021 in Alang verschrottet.

## Geschichte

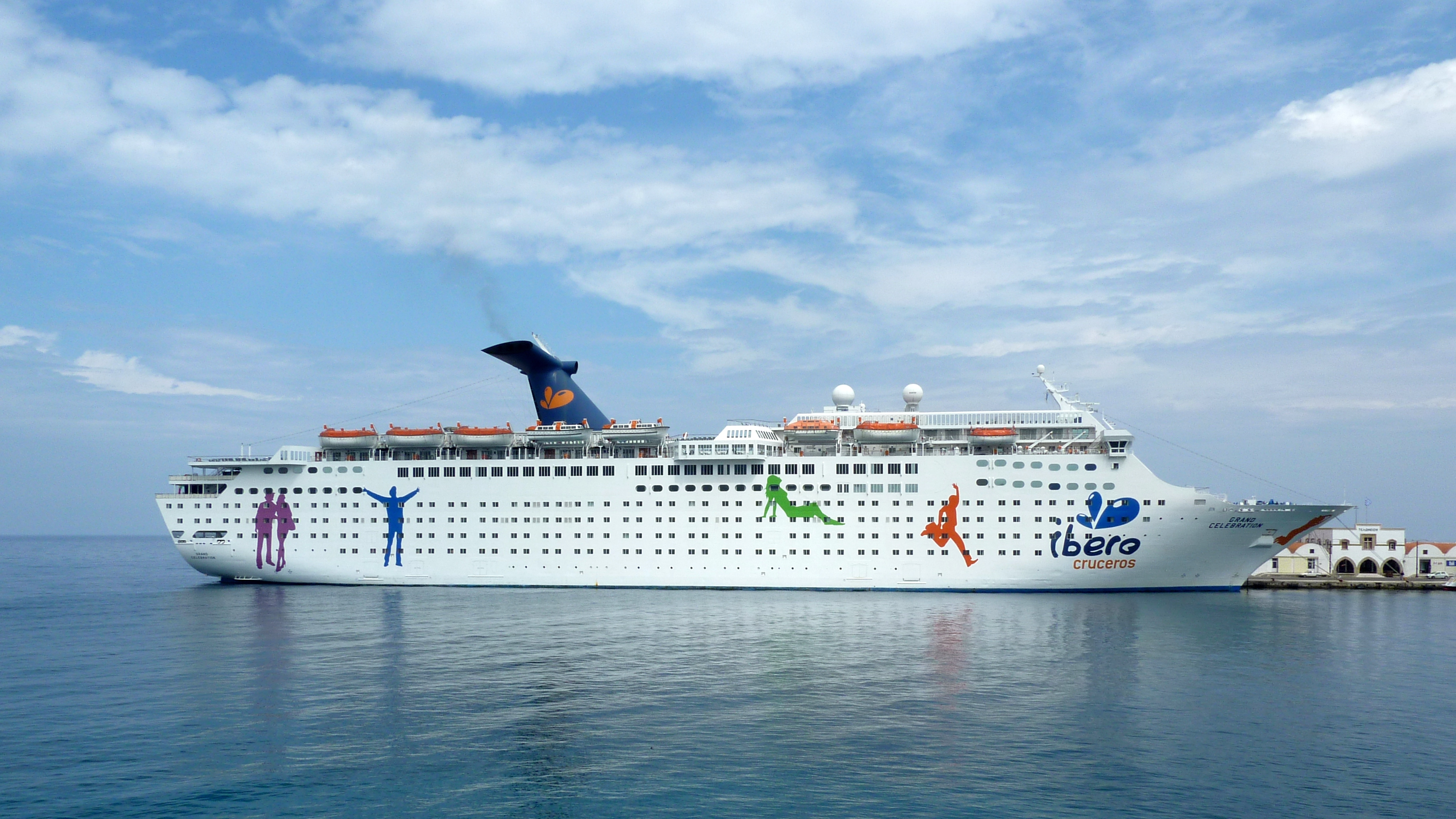
Das Schiff als Grand Celebration (2012)

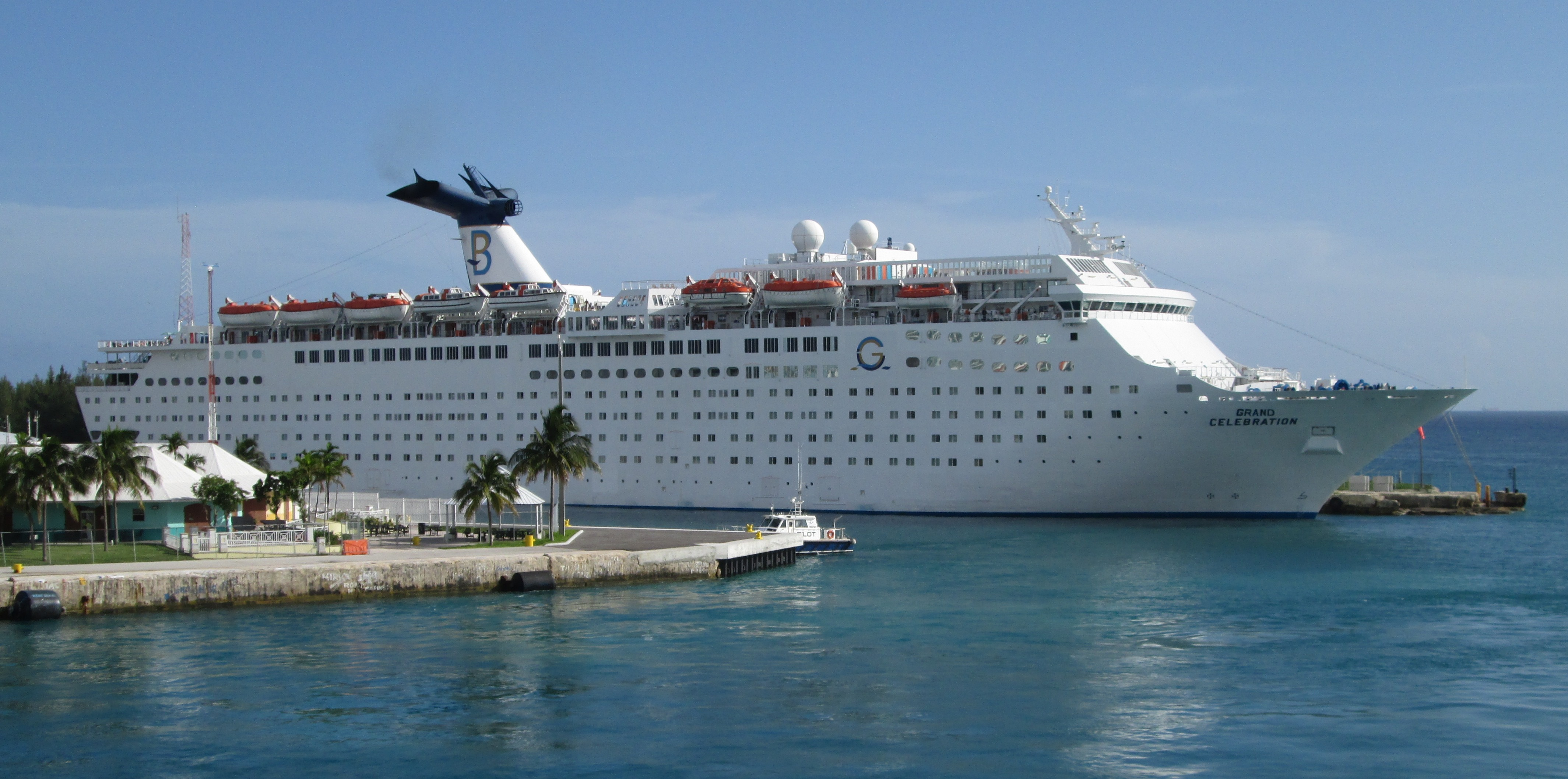
Die Grand Celebration in Freeport (2016)

Die Celebration wurde auf der Werft Kockums in Malmö für die Carnival Cruise Lines gebaut. Sie war das dritte Schiff der Holiday-Klasse. Der Stapellauf erfolgte am 9. August 1986, ehe das Schiff im Februar 1987 an die Carnival Cruise Line abgeliefert wurde. Heimathafen wurde Monrovia, Liberia. Die Jungfernfahrt führte ab dem 14. März 1987 von Miami in die Karibik.
Im Jahr 2000 wurde das Schiff ins Schiffsregister von Panama eingetragen. Ab April 2008 fuhr es unter der Flagge Portugals als Grand Celebration für Ibero Cruceros. Heimathafen wurde Madeira.
Am 16. November 2014 begannen in Genua Umbauarbeiten und es war geplant, das Schiff ab November 2014 als Costa Celebration für Costa Crociere einzusetzen. Das Schiff wurde umgebaut und die Außenbemalung an Costa Crociere angepasst. Das Schiff kam jedoch nie für Costa Crociere in Fahrt und sämtliche Reisen wurden abgesagt oder auf andere Schiffe verlegt. Stattdessen wurde das Schiff an die Reederei Celebration Cruise Line verkauft.
Das Schiff ersetzte 2015 die im Oktober 2014 havarierte Bahamas Celebration auf der Route Palm Beach – Freeport. Dabei erhielt die Reederei Celebration Cruise Line den neuen Namen Bahamas Paradise Cruise Line. Die für den 1. Februar 2015 geplante Jungfernfahrt wurde abgesagt, da die US-Küstenwache das Schiff aufgrund von Sicherheitsmängeln festsetzte. Am 4. Februar 2015 konnte das Schiff schließlich mit fünfzig Minuten Verspätung zur ersten Kreuzfahrt auslaufen.
Von September bis Dezember 2017 wurde das Schiff von der FEMA gechartert und als Unterkunft in Folge von Hurrikan Irma eingesetzt.
2020 verkaufte Bahamas Paradise Cruise Line das Schiff zum Abbruch im indischen Alang. Auf der Überführungsfahrt nach Indien wurde sie Ende Dezember während eines Bunkerstopps in Port Louis, Mauritius, in Grand umbenannt und umgeflaggt. Am 14. Januar 2021 wurde die Grand in Alang gestrandet. Noch im selben Monat folgte auch ihr als Holiday gebautes Schwesterschiff Magellan unter dem Namen Mages.

## Zwischenfälle
Am 10. Februar 1989 kollidierte das Schiff etwa 20 Seemeilen nördlich von Punta Guarico vor der Ostküste Kubas mit dem manövrierunfährigen, kubanischen Zementfrachter Capitan San Luis. An Bord des Frachters befanden sich 45 Besatzungsmitglieder, von denen drei bei der Kollision ums Leben kamen und einer verletzt wurde. 42 Besatzungsmitglieder wurden von der Celebration gerettet, die nach dem Zusammenstoß nach Miami zurückkehrte. Der Schaden an der Celebration beschränkte sich auf einen etwa halbmeterlangen Riss im Rumpf.
Am 18. Juni 1995 brach etwa 22 Seemeilen südöstlich der Insel San Salvador ein Feuer im Maschinenkontrollraum aus, das mit Bordmitteln gelöscht werden konnte, das Schiff aber manövrierunfähig machte. Nachdem die ohne Bordstrom treibende Celebration zunächst durch die Küstenwache weiter auf See geschleppt worden war, schleppte man das Schiff zur Reparatur nach Freeport. Die Passagiere wurden vom Kreuzfahrtschiff Ecstasy übernommen.
Fünf Jahre darauf, am 12. Januar 2000 brach etwa 100 Seemeilen nordwestlich von Montego Bay ein Feuer im Hilfsdieselraum aus, das ebenfalls mit Bordmitteln gelöscht werden konnte. Das vorübergehend manövrierunfähige Schiff fuhr daraufhin zur Reparatur nach Mobile, wo es am 14. Januar eintraf. Ende desselben Jahres, in der Nacht vom 11. zum 12. Dezember, brach ein weiterer Brand an Bord aus, der durch das Feuerlöschsystem gelöscht wurde. Das Schiff fuhr zur Reparatur nach Montego Bay und musste zwei Karibikrundreisen aussetzen.
Im November 2004 verschwand ein US-amerikanischer Passagier an Bord des Schiffes. Er wurde zuletzt in der Nacht vom 23. auf den 24. November gesehen und am nächsten Morgen bei der Ankunft in Jacksonville als vermisst gemeldet. Er gilt seitdem als verschollen.
Am 15. August 2006 lief das Schiff beim Anlaufen von Nassau auf. Das Schiff kam später wieder frei, musste aber repariert werden.
2007 wurden im Hafen von Jacksonville zwei Patronen in der Empfangshalle des Schiffes gefunden. Es blieb unklar, wie die Patronen an Bord gelangen konnten, obwohl Passagiere und ihr Gepäck auf Waffen und Munition untersucht wurden.

## Technische Daten
Der Antrieb des Schiffes erfolgt durch zwei Zweitakt-Siebenzylinder-Dieselmotor des Herstellers Sulzer mit 23.510 kW Leistung, die auf zwei Verstellpropeller wirken. Für die Stromerzeugung stehen drei Dieselgeneratorsätze mit 3000 kW Leistung (Scheinleistung 3.750 kVA) zur Verfügung.